# Tokoname
Tokoname è una città giapponese della prefettura di Aichi.